# Бугарска на Светском првенству у атлетици на отвореном 2022.
Бугарска је учествовала на 18. Светском првенству у атлетици на отвореном 2022.  одржаном у Јуџину  од 15. јула до 25. јула осамнаести пут, односно учествовала је на свим светским првенствима одржаним до данас. Репрезентацију Бугарске представљала је 1 атлетичарка која се такмичила у маратону.,
Представница Бугарске није освојила ниједну медаљу нити је остварила неки резултат.

## Учесници
Жене:
- Милица Мирчева — Маратон

## Резултати

### Жене
| Атлетичарка    | Дисциплина | Лични рекорд | Финале   | Финале       | Детаљи |
| Атлетичарка    | Дисциплина | Лични рекорд | Резултат | Место        | Детаљи |
| -------------- | ---------- | ------------ | -------- | ------------ | ------ |
| Милица Мирчева | Маратон    | 2:29:23 НР   | 2:30:20  | 15 / 32 (41) |        |